# Gustaf Roos
Gustaf Wilhelm Alexander Roos (i riksdagen kallad Roos i Karlskrona, senare Roos i Visby), född 6 september 1859 i Finska församlingen i Stockholm, död där 19 januari 1938, var en svensk ämbetsman och politiker (fram till 1907 liberal, därefter högerman). Han var landshövding på Gotland och under en period konsultativt statsråd. Han var son till generaldirektören och riksdagsmannen Adolf Wilhelm Roos samt bror till författaren Anna Maria Roos och till riksdagsmannen Adolf Roos. Gustaf Roos var gift med Elisabet Matilda Charlotta, född Hedberg 1866 i Ronneby, med vilken han fick fyra barn åren 1891-1895.
Gustaf Roos blev student vid Uppsala universitet 1877, och avlade hovrättsexamen där 1882 och var därefter bland annat sekreterare åt Adolf Erik Nordenskiöld 1882-1883. Han blev vice häradshövding 1885 och tjänstgjorde som länsnotarie i Karlskrona 1886-1898 och landssekreterare i Blekinge län 1898-1912.
Roos var riksdagsledamot i andra kammaren för Karlskrona valkrets 1903-1908 och anslöt sig vid invalet till liberala samlingspartiet. Roos tillhörde den del av partiet, som understött Kunglig Majestäts proposition om proportionella val vid 1904 och 1905 års riksdagar. Då han emellertid vurmade för en snar rösträttsreform, anslöt han sig även till det Staaffska förslaget om majoritetsval vid 1906 års riksdag. Sedan detta fallit, antog han den 29 maj 1906 ett anbud om att ingå i den Lindmanska ministären som konsultativt statsråd. Inför riksdagen 1907 lämnade han liberala samlingspartiet och betecknade sig som vänstervilde, år 1908 som högervilde.
Vid meningsskiljaktigheter med statsministern Lindman rörande tillämpningen av §46 i riksdagsordningen avgick Roos som statsråd den 17 mars 1909, samtidigt som statsråden Alfred Petersson i Påboda och Eric Trolle.
Roos var sedan landshövding i Gotlands län 1912-1927. Efter denna period blev han på nytt riksdagsledamot, nu i första kammaren för Kalmar läns och Gotlands läns valkrets åren 1928-1935. Som högerkandidat tillhörde han första kammarens nationella parti fram till 1934, år 1935 det förenade högerpartiet.
I riksdagen var Roos bland annat ordförande i 1928-1930 års andra tillfälliga utskott. Förutom rösträttsfrågan engagerade han sig också i olika lokalpolitiska frågor.